# Rättsrealism
Rättsrealismen var en riktning inom rättsfilosofin under det tidiga 1900-talet som ifrågasatte det dåtida juridiska tänkandet som byggde på naturrättslig grund.
Man skiljer mellan två slags rättsrealism:
1. Den skandinaviska rättsrealismen med företrädare som Axel Hägerström, Alf Ross och Vilhelm Lundstedt, se Uppsalaskolan och värdenihilism
2. Den amerikanska rättsrealismen

Rättsrealister framför två allmänna påståenden: 
1. Lagen är ofta obestämd, och domare måste därför basera sina domar på överväganden utanför juridiken för att lösa tvisterna som de ställs inför.
2. Det bästa svaret på frågan "Vad är lag(en)?" är "Det som domare eller andra (relevanta) ämbetsmän gör".